# Старый Березай
Старый Березай — деревня в Бологовском районе Тверской области, входит в состав Выползовского сельского поселения.

## География
Деревня находится в северной части Тверской области на расстоянии приблизительно 17 км на запад-юго-запад от города Бологое у речки Березайка.

## История
Деревня была отмечена на карте 1847 года. В 1909 году здесь было учтено 3 жилых дома. В деревне находятся руины Троицкой церкви и часовня.

## Население
Численность населения: 16 человек (1909 год), 4 (русские 100 %) в 2002 году, 8 в 2010.